# イングランド

イングランド
England

国の標語：Dieu et mon droit（フランス語）
神と我が権利
国歌：公式にはなし（詳細は「イングランドの国歌」参照）。国王陛下万歳、希望と栄光の国、エルサレム（いずれも非公式）

1少数言語としてコーンウォール語も存在する。コーンウォール語でのイングランドの呼称は「Pow Sows」。
2839年のエグバートが初めてイングランドを統一した君主だが、肩書きはイングランド王ではなく、ブレトワルダ（覇王）であった。学校の歴史では、1066年のウィリアム征服王とされている。

イングランド（英: England）は、グレートブリテン及び北アイルランド連合王国（イギリス）を構成する4つの「国」（英: country）の一つである。人口は連合王国の83%以上、面積はグレートブリテン島の南部の約3分の2を占める。北方はスコットランドと、西方はウェールズと接する。北海、アイリッシュ海、大西洋、イギリス海峡に面している。

## 名称
イングランドの名は、ドイツ北部アンゲルン半島出身のゲルマン人の一支族で、ブリテン島南部にサクソン人と共に来航し定住した「アングル人の土地」を意味する「Engla-land」に由来する。イングランドは、ウェールズとともにかつてのイングランド王国を構成していた。
日本においては「イングランド」または「イングランドおよびウェールズ」を指して、しばしば「イギリス」または「英国」という呼び方が用いられることがあり、このうち「英国」と言う場合は連合王国全体ではなく狭義に「イングランド」を指す意味で使用される場合がある（そもそも、日本の慣用である「イギリス」自体がイングランドのポルトガル語読みに由来する）。
日本語に限らず、様々な言語で文脈によってはイングランドを連合王国全体を指して用いることがあるが、これはイングランド以外の実情を考慮していないものであり、ポリティカル・コレクトネスに則していないといえる。従って、イングランド外（特にスコットランド）の出身者に対して「English（イングランド人）」という呼称を用いる事は間違いであり、民族感情的な反感を生む場合もあるので注意を要する。

## 歴史

### 中世
イングランドの名はフランス語で「Angleterre」と言うように「アングル人の土地」という意味である。ローマ領ブリタニアからローマ軍団が引き上げた後、ゲルマン系アングロ・サクソン人が侵入し、ケルト系ブリトン人を征服または追放してアングロ・サクソン七王国が成立した。アングロ・サクソンの諸王国はデーン人を中心とするヴァイキングの侵入によって壊滅的な打撃を受けたが、878年にウェセックス王アルフレッドがエディントンの戦い（古英語: Battle of Ethandun）でデーン人に打ち勝ってウェドモーアの和議を締結し、デーンロー地方を除くイングランド南部を統一した。886年にアルフレッドはロンドンを奪回。エドガー平和王の時代に北部も統一され、現在のイングランドとほぼ同じ領域となる。
927年にアゼルスタンがイングランド王国を建国。一時イングランド王国はデンマーク王クヌーズ（カヌート）に征服されるが（デーン朝）、その後再びアングロ・サクソンの王家（ウェセックス朝）が復興する。1066年ノルマンディー公ギヨーム2世に征服され、ギヨームがウィリアム1世（征服王）として即位、ノルマン朝が開かれた。ノルマン朝がスコットランドへのノルマン・コンクエストを開始し、アングロ・サクソン系の支配者層はほぼ一掃され、フランス語が国王・貴族の公用語となった。プランタジネット朝は英仏に広大な領土をもつ「アンジュー帝国」となるが、この時期になるとフランス系のイングランド諸領主も次第にイングランドに定着し、イングランド人としてのアイデンティティを持ちはじめた。スコットランド独立戦争は、13世紀から14世紀にかけて長期にわたりイングランド軍が北部を攻撃したが、1314年にロバート・ブルースがスコットランドの大部分を再征服し、スコットランドの独立を保った（バノックバーンの戦い）。
百年戦争（1337年 - 1453年）によってフランス領土はほぼ完全に失われた。薔薇戦争（1455年 – 1485年）の際、1485年のボズワースの戦いで勝利したヘンリー7世が、ウェールズ人のウェールズ大公の血統から出てイングランド王家に収まった（テューダー朝）。1536年のウェールズ法諸法によるウェールズ統合により、単一国家「イングランドおよびウェールズ」とし、この王朝の家臣団ではウェールズ人が重要な地位を占めた。こうした経緯から、ウェールズ人は同王朝のヘンリー8世からエリザベス1世までの国王が推進したイングランド国教会創設などに協力的な姿勢を見せることになったのである。

### 近世
1603年以来、ジェームズ1世がイングランドとスコットランドの両方を統治していた。スコットランドの宗教改革、清教徒革命（主教戦争、三王国戦争（スコットランド内戦、イングランド内戦、アイルランド同盟戦争（アイルランド反乱、アイルランド侵略））、イングランド共和国の成立、イングランド王政復古）。殺戮時代にスコットランドを弾圧。大同盟戦争（1688年 - 1697年）、名誉革命（1688年 - 1689年）。ウィリアマイト戦争（1689年 - 1691年）でアイルランドを弾圧。1707年にイングランドとスコットランドが連合してグレートブリテン王国を形成し、合同法によって両国の議会は統合された。ジャコバイトの反乱（1715年の反乱、1745年の反乱）。

### 近代
1798年のアイルランド反乱をきっかけに、1800年の連合法がグレートブリテン議会およびアイルランド議会の双方で可決され、1801年にグレートブリテン王国とアイルランド王国が合併した（実質的にはイギリスによるアイルランド併合）。このような過程を経て現在に繋がる民族としてのイングランド人が誕生した。
アイルランド独立戦争（1919年 - 1921年）後、1922年に英愛条約でアイルランド自由国が独立し、北部は北アイルランドとしてイギリスに留まった（→北アイルランド問題）。

### 現代
1996年に北部アイルランド、1999年にはスコットランドに292年ぶりに議会が復活しウェールズ議会も開設され、地方分権的自治が始まったが、「イングランド議会」は議会合同以来存在しない。

## 政治

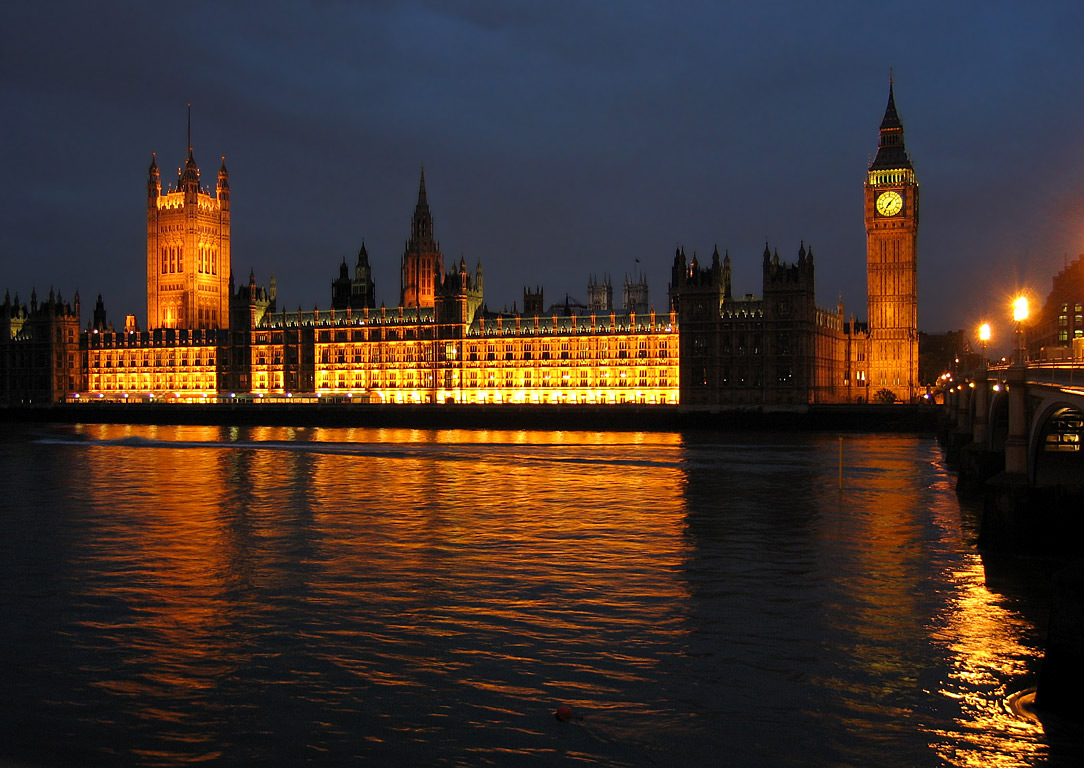
ウェストミンスター宮殿

### 行政区画
イングランドの地方行政制度は時の政府の政策によって変遷が激しく、歴史的な実態と必ずしも対応していない。たとえば、ロンドン市役所はサッチャー政権（保守党）によって廃止され、一種の区役所のみが正規の行政組織として機能していたが、2000年にブレア政権（労働党）によってグレーター・ロンドン地域として復活した。
現在のイングランドは行政的に9つの「地域」 に区分される。このうち大ロンドン地域のみが2000年以降市長と市議会を有するが、その他の地域には知事のような首長は存在せず、議会を設置するかどうかは住民投票によって決まるので、議会が存在しない地域もある。地域を統括する行政庁は存在するがそれほど大きな権限はない。
つまり「地域」は行政上存在してもあまり実体のある存在とはいえない。ブレア労働党政権は「地域」の行政的権限を強化したい意向だったが、保守党は反対していた。したがって現在のところ、実体のある地方行政組織は行政州または都市州であり、都市州の下級行政単位として区が存在する地域もあるが、都市州がなく区のみが存在する地域もある。行政州以外に伝統的な州も名目的ながら現在も使用されるが、行政的な実体はない。

### 主要都市
| 都市                       | 州                                         | 人口      |
| -------------------------- | ------------------------------------------ | --------- |
| ロンドン                   | グレーター・ロンドン                       | 7,172,091 |
| バーミンガム               | ウェスト・ミッドランズ                     | 970,892   |
| リヴァプール               | マージーサイド                             | 469,017   |
| リーズ                     | ウェスト・ヨークシャー                     | 443,247   |
| シェフィールド             | サウス・ヨークシャー                       | 439,866   |
| ブリストル                 | ブリストル                                 | 420,556   |
| マンチェスター             | グレーター・マンチェスター                 | 394,269   |
| レスター                   | レスターシャー                             | 330,574   |
| コヴェントリー             | ウェスト・ミッドランズ                     | 303,475   |
| キングストン・アポン・ハル | イースト・ライディング・オブ・ヨークシャー | 301,416   |

- 人口は2001年国勢調査より。

## 地理
イングランドはグレートブリテン島の南部約3分の2とランズエンド岬南西の大西洋上にあるシリー諸島、イギリス海峡にあるワイト島などの周辺の小さい島で構成されている。北方はスコットランドと、西方はウェールズと接する。連合王国の中で最もヨーロッパ大陸に近く、対岸のフランスまで約 33km である。
東側は北海に面し、西側はトゥイード河口からスコットランドとの境界沿いに南西へむかい、アイリッシュ海沿岸部、ウェールズとの境界線をとおって、グレートブリテン島の西端ランズエンド岬に達する。北境に当たるスコットランドとの境界は、西のソルウェー湾からチェビオット丘陵にそって東のトゥイード河口まで、南はイギリス海峡に面している。
地形は変化に富む。ただし全体的には平坦な地形であり、最高峰のスコーフェル峰でも978mと、イングランドには標高1000mを超える地点はない。北部と西部は全般に丸みを帯びた山岳地帯で、ペナイン山脈がイングランド北部の背骨を形成している。北西部カンブリアにはカンブリア山地があり、ここは大小様々な湖が連なる湖水地方として知られ、ピーターラビットの舞台としても有名である。フェンと呼ばれる東部の湿地帯は農業用地になっている。森林が占める割合は低く、小規模な森が各地に点在する程度である。
イングランドの最大の都市はロンドンであり、世界でも最も繁栄した都市の一つである。第二の都市は蒸気機関で有名なジェームズ・ワットが生涯のほとんどを過ごしたバーミンガムである。英仏海峡トンネルによってイングランドは大陸ヨーロッパと繋がっている。イングランドで最も大きい天然港は南海岸のプールである。オーストラリアのシドニーに次いで世界で2番目に大きい天然港という主張もあるが、これには異論もある。

### 気候
イングランドは温帯であり、海にかこまれているため気候は比較的穏やかであるが、季節によって気温は変動する。南西からの偏西風が大西洋の暖かく湿った空気を運んでくるため東側は乾燥し、ヨーロッパ大陸に近い南側が最も暖かい。高地地帯から離れた地域においては頻繁ではないが、冬や早春には雪が降ることがある。イングランドの最高気温の記録は2003年8月10日にケント州のブログデールの 38.5℃である。最低気温の記録は1982年1月10日にシュロップシャー州のエドグモンドの −26.1℃である。年平均気温は、南部で 11.1℃、北西部で 8.9℃。月平均気温は、最も暑い7月で約 16.1℃、もっとも寒い1月で約 4.4℃ある。−5℃以下になったり、30℃以上になることはほとんどない。ロンドンの月平均気温は、1月が 4.4℃、7月が 17.8℃である。霧やくもりの天気が多く、特にペナイン山脈や内陸部で顕著である。年降水量は 760mm ほどで年間を通して降水量が豊富であるが、月別では10月が最も多い。

## 経済

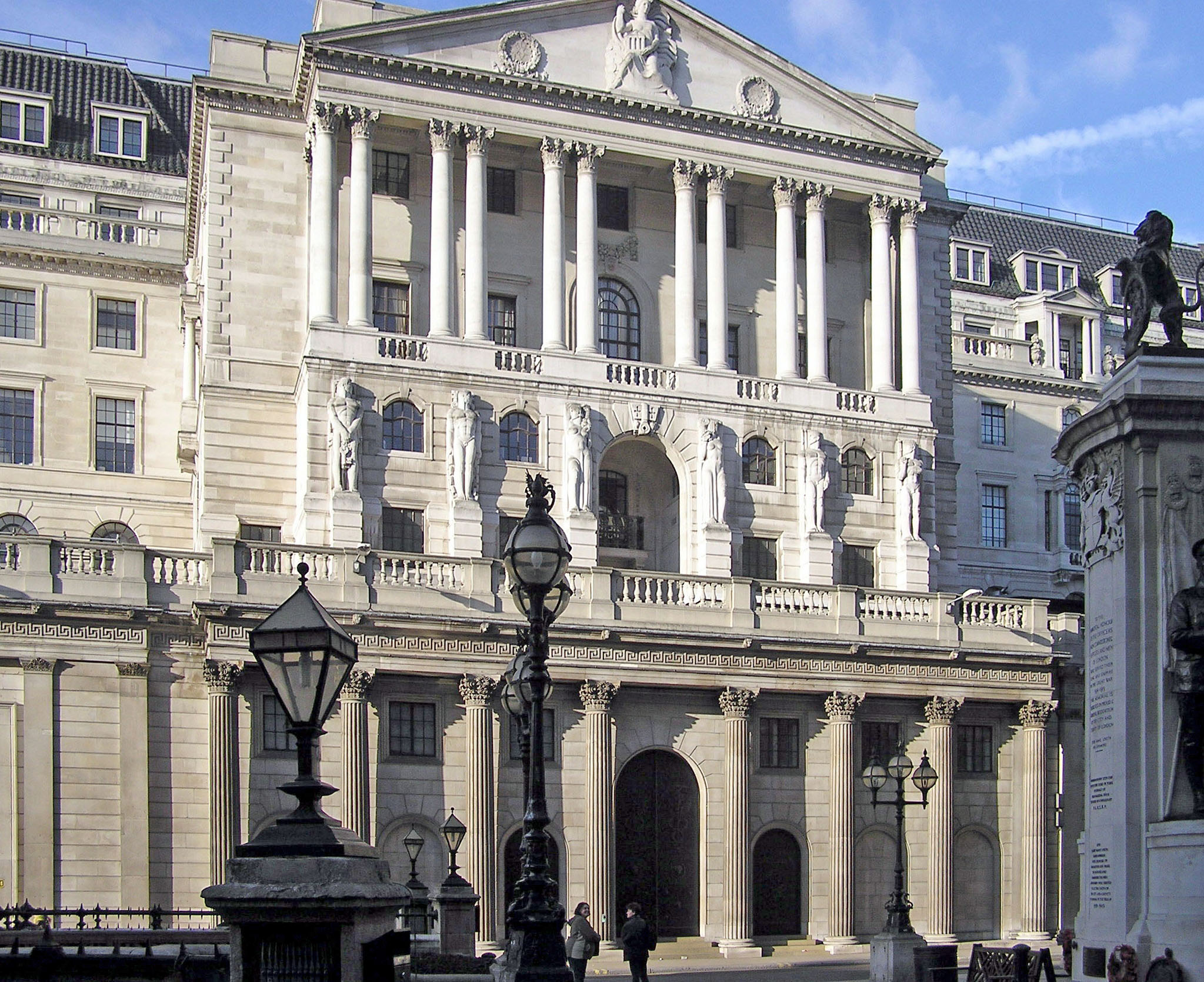
イングランド銀行

連合王国（イギリス）の中では最大である。ヨーロッパの上位500社のうち100社がロンドンに存在する。イングランドは高度に工業化されており、世界経済の中心の一つであった。化学工業、製薬、航空業、軍需産業、ソフトウェアなどが発達している。
イングランドは工業製品を輸出し、プルトニウム、金属、紅茶、羊毛、砂糖、木材、バター、肉のような資源を輸入している。ただし、牛肉に関してはフランス、イタリア、ギリシャ、オランダ、ベルギー、スペインなどへ輸出している。
ロンドンは国際的な金融市場の中心地であり、イギリスの金利と金融政策を決定する中央銀行であるイングランド銀行やヨーロッパ最大の証券市場であるロンドン証券取引所がある。
イングランドの伝統的な重工業はイギリス全体の重工業と同様に、急激に衰退した。一方でサービス業が成長し、イングランドの経済の重要な位置を占めている。たとえば観光業はイギリスで6番目に大きな産業であり760億ポンドの規模である。2002年時点では労働人口の 6.1% にあたる180万人をフルタイムで雇用している。ロンドンには世界中から毎年数百万人が観光に訪れる。
イングランドではポンドが法定通貨である。

## 国民

### 宗教
かつてはイングランド国教会以外の宗教、とりわけローマ・カトリックが禁圧されたが、現在のイングランドには多様な宗教が存在し、特定の宗教を持たないあるいは無宗教の人の割合も多い。宗教的な行事の位置づけは低下しつつある。2000年時点のイングランドの宗教の比率は以下の通りである。キリスト教、75.6%；イスラム教、1.7%；ヒンドゥー教、1%；その他、1.6%；特定の宗教を持たないあるいは無宗教、20.1%。

#### キリスト教

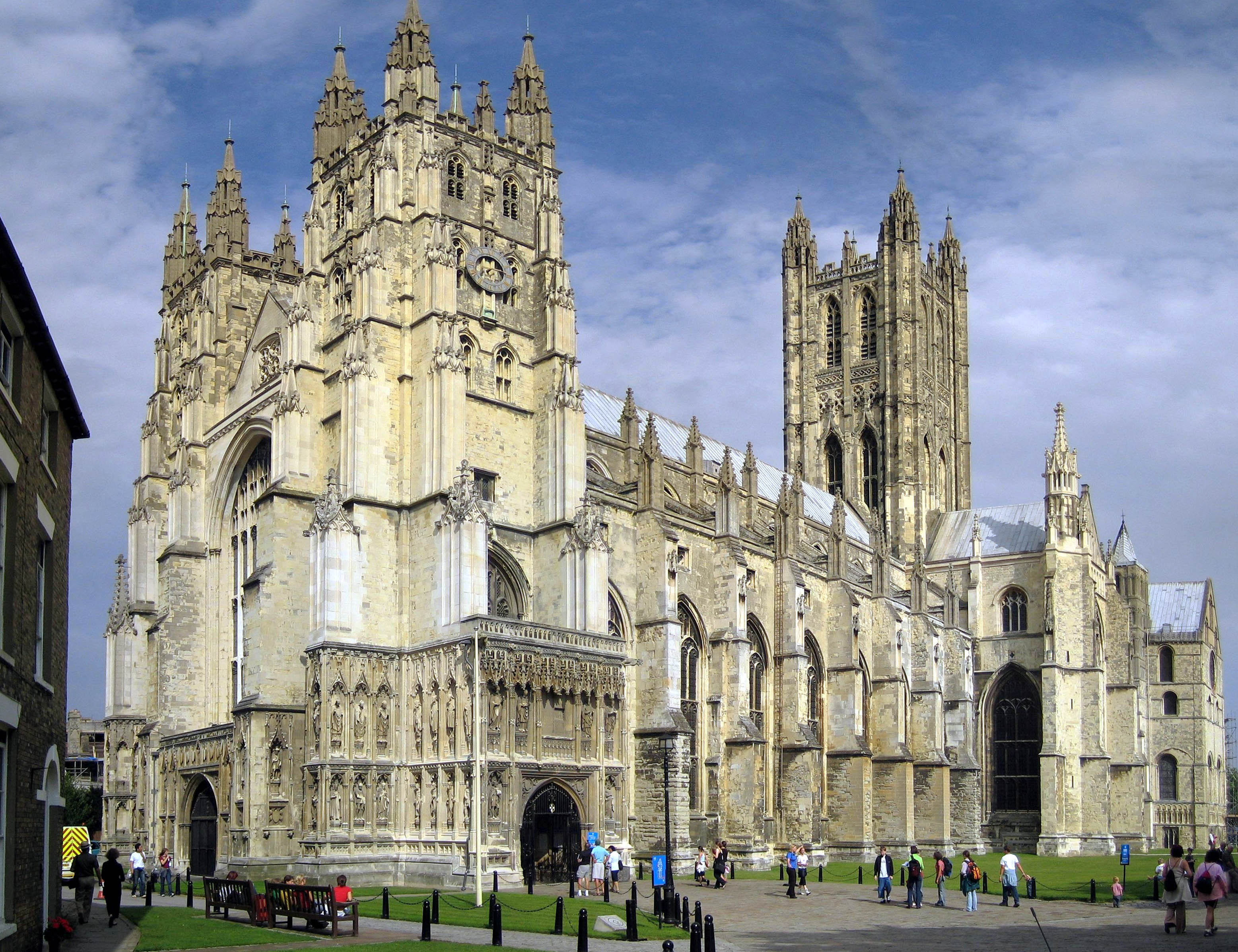
カンタベリー大聖堂

キリスト教はカンタベリーのアウグスティヌス（初代カンタベリー大主教）の時代に、スコットランドやヨーロッパ大陸からイングランドへやってきた宣教師によって到来した。685年のウィットビー教会会議によってローマ式の典礼を取り入れることが決定された。1536年にヘンリー8世がキャサリン・オブ・アラゴンとの離婚しようとした問題によってローマと分裂し、宗教改革を経てイングランド国教会と聖公会が生まれた。他のスコットランド、ウェールズ、北アイルランドとは違い、イングランドではイングランド国教会が国家宗教である（ただしスコットランド国教会は法律で定められた国家教会である）。
16世紀のヘンリー8世によるローマとの分裂と修道院の解散は教会に大きな影響を与えた。イングランド国教会はアングリカン・コミュニオンの一部であり、依然としてイングランドのキリスト教で最も大きい。イングランド国教会の大聖堂や教区教会は建築学上、意義のある重要な歴史的建築物である。
イングランドのその他の主なプロテスタントの教派にはメソジスト、バプテスト教会、合同改革派教会がある。規模は小さいが無視できない教派として、キリスト友会（通称クエーカー）と救世軍がある。
近年は女性聖職者を認める聖公会の姿勢に反発する信徒などによるローマ・カトリックへの改宗も少なくない。

#### その他の宗教
20世紀後半から、中東や南アジアとりわけ英連邦諸国からの移民によりイスラム教、シーク教、ヒンドゥー教の割合が増加した。バーミンガム、ブラックバーン、ボルトン、ブラッドフォード、ルートン、マンチェスター、レスター、ロンドン、オールダムにはムスリムのコミュニティがある。
イングランドのユダヤ教のコミュニティは主にロンドン、特にゴルダーズグリーンのような北西部の郊外に存在する。

### 教育
イングランドとウェールズでは義務教育は5歳から16歳までであり、学校は90%が公立である。
大学は全部で34あるが、ケンブリッジ大学とオックスフォード大学を除いて、19〜20世紀に創設されている。大学以外の高等教育機関として、工業・農業・美術・商業・科学などの専門学校がある。

## 文化
現代のイングランドの文化はイギリス全体の文化と分かち難い場合があり、混在している。しかし歴史的、伝統的なイングランドの文化はスコットランドやウェールズと明確に異なっている。
イングリッシュ・ヘリテッジというイングランドの史跡、建築物、および環境を管理する政府の組織がある。

### 音楽

#### クラシック音楽
- イングランドの作曲家にはウィリアム・バードやヘンリー・パーセル、エドワード・エルガーらがいる。
- イングランドの演奏家にはクリフォード・カーゾン（ピアニスト）やジョン・バルビローリ（指揮者）、サイモン・ラトル（指揮者）、デニス・ブレイン（ホルン奏者）、キャスリーン・フェリアー（コントラルト歌手）らがいる。

#### ポピュラー音楽
- 1960年代にはビートルズが登場した。その後ローリング・ストーンズやレッド・ツェッペリン等が現れた。ブリティッシュ・インヴェイジョンが起こる。
- 1970年代にはグラム・ロックやプログレッシヴ・ロックのバンドが現れた。
- 1980年代にはMTVブームの中、デュラン・デュラン、カルチャー・クラブ等が登場した。
- 1990年代にはブリットポップブームの中、オアシス、ブラー、スパイス・ガールズ等が登場した。

### 文学
- ウィリアム・シェイクスピア
- メアリー・シェリー（『フランケンシュタイン』）

### 食文化
イングランドには様々な食べ物がある。たとえばコーンウォール州の錫鉱山の坑夫の弁当から発達したコーニッシュ・パスティー (Cornish Pasty) には挽肉と野菜が入っている。縁が大きいのは錫を採掘したときに付く有害物質を食べないようにするためで、縁は食べない。また、レストランやパブのメニューにはシェパーズパイがあり、スコーンも有名である。

## スポーツ
サッカー、ラグビーユニオン、ラグビーリーグ、クリケット、テニス、バドミントン、近代競馬といった数多くの現代のスポーツが19世紀のイングランドで成立した。その中でもサッカー、ラグビーユニオン、クリケット、競馬は依然としてイングランドで最も人気のあるスポーツとなっている。スヌーカーやボウルズといった競技も、イングランド発祥である。
オリンピックは、ロンドン大会が2012年7月26日から8月12日まで首都・ロンドンで開催された。ロンドンでは1908年大会と1948年大会の2度夏季オリンピックを開催しており、同一都市で3度目が開催されたのは史上初である（実際には1944年大会が予定されていたものの、第二次世界大戦による戦局悪化により返上された。夏季五輪は非開催となった大会も回次に加えるので、公には4度目の開催で史上最多であることには変わりはない）。

### サッカー
イングランドは現代サッカー発祥の地である。1863年10月26日にフットボール・アソシエーション（The FA）と12のクラブの間で会議が開かれ、同年12月までに6回のミーティングを行って統一ルールを作成した。この統一ルール作成により現代のサッカーが誕生した。イングランドにおいてサッカーを統括する"The FA"は、世界で唯一国名の付かない世界最古のサッカー協会である。
イングランド・プレミアリーグは世界中からスター選手を集め、世界最高峰のリーグと称されている。ビッグクラブも複数存在しており、マンチェスター・ユナイテッド、リヴァプール、チェルシー、アーセナル、さらに近年ではマンチェスター・シティなどが強豪として、国内のみならずヨーロッパの舞台でも大変活躍している。なお、欧州サッカー連盟（UEFA）の四ツ星以上のスタジアムの数はイングランドが最も多い。
サッカーイングランド代表はFIFAワールドカップには16度の出場歴があり、自国開催となった1966年大会で初優勝を果たしている。UEFA欧州選手権には11度出場しており、2021年大会、2024年大会では準優勝の成績を残している。

### ラグビーユニオン
ラグビーユニオンも盛んであり、ラグビーイングランド代表は強豪国として知られている。ラグビーワールドカップの2003年大会で優勝し、1991年大会と2007年大会、2019年大会で準優勝に輝いた。ラグビーユニオンのプレミアシップではバース、ノーサンプトン・セインツ、レスター・タイガース、ロンドン・ワスプスといったクラブチームがハイネケンカップで優勝している。統括団体は「ラグビーフットボールユニオン」で、サッカーなどと同様に"England"の名は付かない。シックス・ネイションズでの優勝回数はウェールズ（39回）に次ぐ2位（38回）であり、女子シックス・ネイションズでは歴代最多の15回の優勝を達成している。

### クリケット

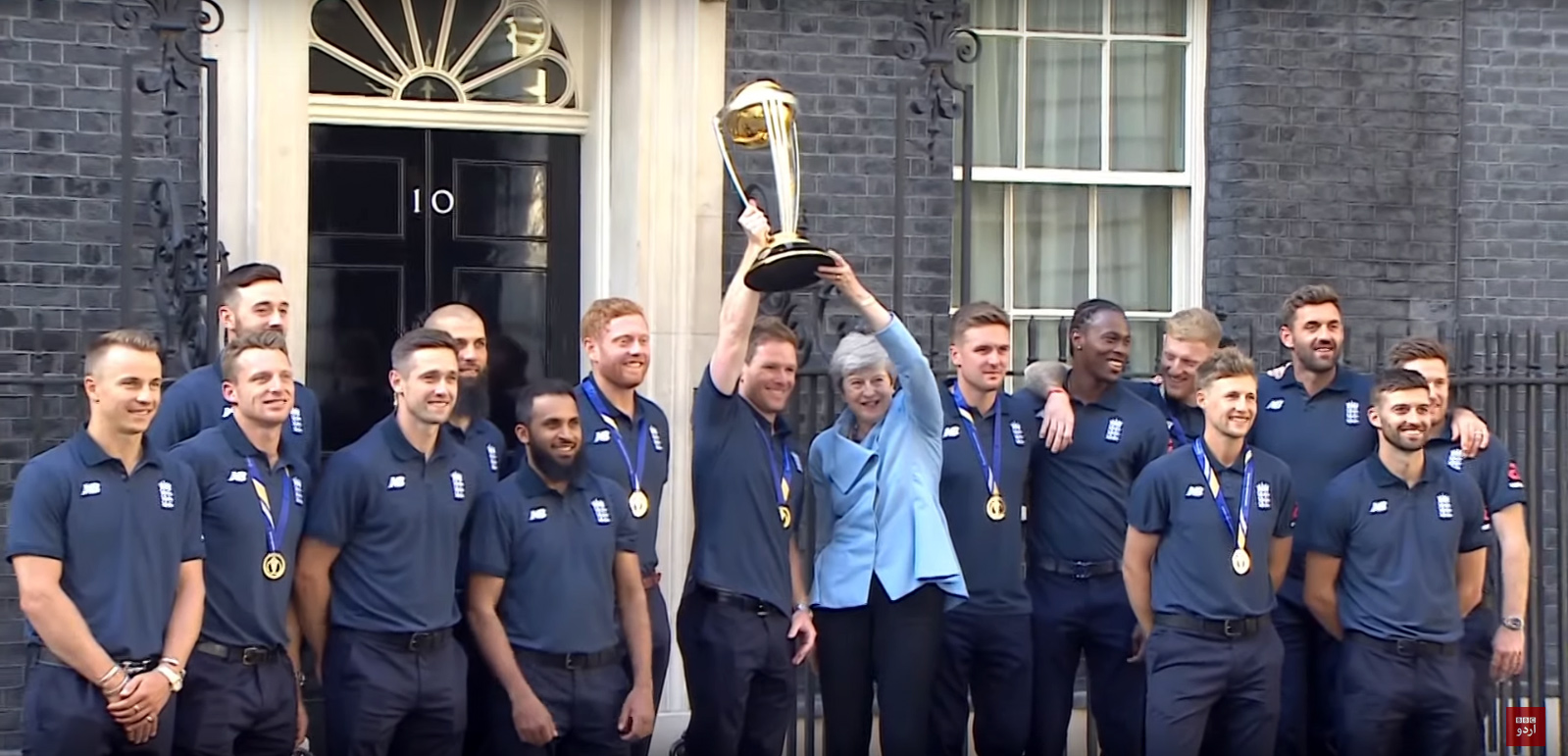
クリケットW杯で初優勝したイングランド代表メンバーとテリーザ・メイ首相（2019年）

クリケットも人気の高いスポーツの一つである。イングランドで16世紀からプレーされており、18世紀末に人気スポーツとなり、植民地にも普及が進んだ。イングランド代表は1877年に史上初のテストマッチをメルボルンでオーストラリア代表と行った。19世紀のクリケット界を代表する名選手としてW・G・グレースが挙げられる。イングランド・ウェールズクリケット委員会が国内組織を統轄しており、イングランド代表はイングランドとウェールズの合同チームである。クリケット・ワールドカップには自国開催となった2019年大会で初優勝を果たしている。女子クリケット代表は、女子ワールドカップで4度の優勝経験をもつ。ロンドンにあるローズ・クリケット・グラウンドはクリケットの聖地と呼ばれ、クリケット・ワールドカップの決勝戦が史上最多の5度開催された。イギリスを代表する名門パブリックスクールであるイートン・カレッジとハロウスクールが対戦する伝統の試合は同スタジアムで200年以上行われている。国内リーグはカウンティ・チャンピオンシップがあり、イングランド所在の17クラブ及びウェールズ所在の1クラブ、合計18クラブにより編成されている。また2003年に従来のクリケットとは異なり3時間程度で試合が終了するトゥエンティ20形式が導入され、同年にプロリーグのトゥエンティ20カップが開始された。

### 競馬
今日のスタイルの競馬（近代競馬）は、16世紀のイングランドのチェスター競馬場で始まった。「サラブレッド」と呼ばれる品種が誕生したところでもある。アスコット競馬場で行われるロイヤルアスコットやエプソム競馬場で行われるオークスや、ダービーなどが有名である。

## 日本との関係

### 日本の姉妹都市
「県名、都市名」 - 都市名「リージョン（地方名）、カウンティ（州･県名）」
- 栃木県益子町 - セント・アイヴス（サウス･ウェスト･イングランド地方 コーンウォール州）
- 東京都 - ロンドン（ロンドン地方 グレーター･ロンドン州）
- 神奈川県川崎市 - シェフィールド（ヨークシャー･アンド･ザ･ハンバー地方 サウス･ヨークシャー州）
- 神奈川県横須賀市 - メドウェイ（サウス･イースト･イングランド地方 ケント州）
- 新潟県新潟市 - キングストン･アポン･ハル（ヨークシャー･アンド･ザ･ハンバー地方 イースト･ライディング･オブ･ヨークシャー州）
- 長野県小谷村 - オタリーセメントリー（サウス･ウェスト･イングランド地方 デヴォン州）
- 静岡県伊東市 - メドウェイ（サウス･イースト･イングランド地方 ケント州）
- 愛知県新城市 - ニューカッスル･アポン･タイン（ノース･イースト･イングランド地方 タイン･アンド･ウィア州）
- 愛知県新城市 - ニューカッスル･アンダー･ライム（ウェスト･ミッドランズ地方 スタッフォードシャー州）
- 愛知県豊田市 - ダービーシャー州（イースト･ミッドランズ地方）
- 愛知県豊田市 - ダービー（イースト･ミッドランズ地方 ダービーシャー州）
- 愛知県豊田市 - 南ダービーシャー（イースト･ミッドランズ地方 ダービーシャー州）
- 石川県小松市 - ゲーツヘッド（ノース･イースト･イングランド地方 タイン･アンド･ウィア州）
- 石川県白山市 - ボストン（イースト･ミッドランズ地方 リンカンシャー州）
- 京都府舞鶴市 - ポーツマス（サウス･イースト･イングランド地方 ハンプシャー州）
- 大分県別府市 - バース（サウス･ウェスト･イングランド地方 サマセット州）
- 鹿児島県 - ロンドンカムデン区（ロンドン地方 グレーター･ロンドン州）
- 鹿児島県 - マンチェスター（ノース･ウェスト･イングランド地方 グレーター・マンチェスター州）